# 軋轢
『軋轢』（あつれき）は、日本のロックバンド・フリクションのオリジナルアルバム。

## 概要
フリクション初のフル・スタジオ・アルバムである。現在まで正式なアルバムタイトルはなく、あくまでもFRICTIONである。最後に帯のテキストとして選んだのが『軋轢』であり、以降それがアルバムタイトルのように出回っている。スタジオ、エンジニア、機材の手配などは坂本龍一がおこなっている。
日本版ローリング・ストーン誌が発表した『邦楽ロック名盤100』では21位、宝島の『日本のロックアルバムトップ20』やレコード・コレクターズの『日本のロックアルバム・ベスト100(80年代篇)』では3位にランクインしている。

## 収録曲
1. A-GAS
2. オートマチック・フラ
3. I CAN TELL
シングル『I Can Tell』表題曲。
4. 100年
5. CRAZY DREAM
自主制作シングル『Crazy Dream』収録曲。
6. CYCLE DANCE
7. COOL FOOL
8. NO THRILL
9. BIG-S
自主制作シングル『Crazy Dream』収録曲。
10. OUT
ライブではこの曲が最後によく歌われていた。[1]

## 参加
- レック - ボーカル、ベース、ギター
- ツネマツマサトシ - ギター
- チコ・ヒゲ - ドラムス、サックス